# Todd Fedoruk
Todd Julian Fedoruk (* 13. Februar 1979 in Redwater, Alberta) ist ein ehemaliger kanadischer Eishockeyspieler und -trainer, der im Verlauf seiner aktiven Karriere zwischen 1995 und 2010 unter anderem 570 Spiele für die Philadelphia Flyers, Mighty Ducks of Anaheim bzw. Anaheim Ducks, Dallas Stars, Minnesota Wild, Phoenix Coyotes und Tampa Bay Lightning in der National Hockey League auf der Position des linken Flügelstürmers bestritten hat. Seinen größten Karriereerfolg feierte Fedoruk jedoch in Diensten der Philadelphia Phantoms mit dem Gewinn des Calder Cups der American Hockey League im Jahr 2005.

## Karriere

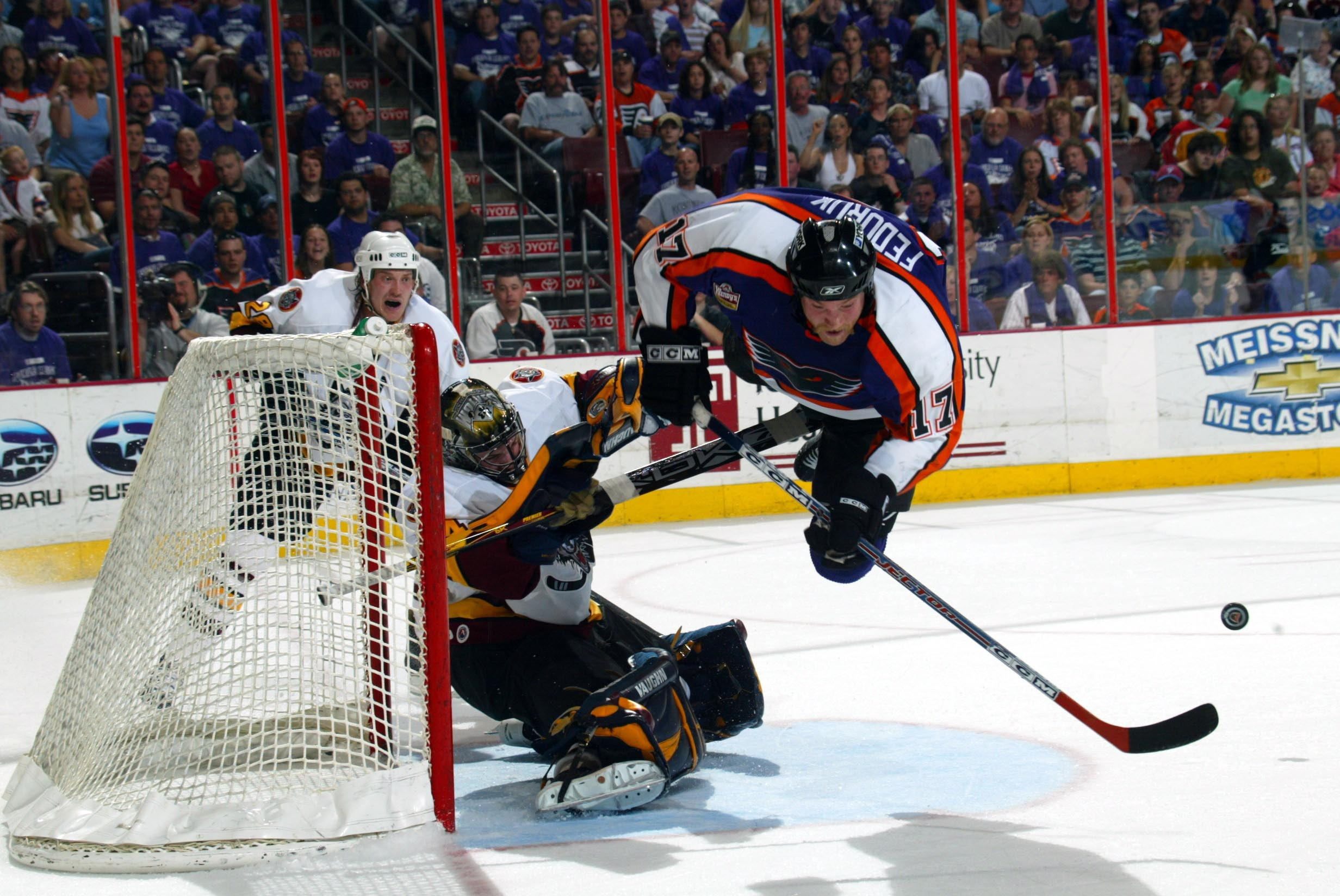
Fedoruk bei einem artistischen Torversuch im Trikot der Philadelphia Phantoms

In seiner Jugend spielte Fedoruk zwischen 1995 und 1997 bei den Kelowna Rockets, zwischen 1997 und 1999 bei den Regina Pats sowie 1999 bei den Prince Albert Raiders in der Western Hockey League. Er wurde von den Philadelphia Flyers in der siebten Runde an 164. Stelle beim NHL Entry Draft 1997 gezogen. Ab 1999 spielte er zunächst bei den Trenton Titans in der East Coast Hockey League, einer unterklassigen amerikanischen Profiliga. Noch im selben Jahr kam er bei den Philadelphia Phantoms, dem Farmteam der Philadelphia Flyers, in der American Hockey League zum Einsatz. Ab dem Jahr 2000 bis zum Jahr 2005 pendelte er zwischen den Flyers und deren Farmteam, den Phantoms, hin und her. Da er bei den Flyers nie einen Stammplatz sicher hatte, entschied er sich vor der Saison 2005/06 für einen Wechsel zu den Mighty Ducks of Anaheim.
Im November 2006 wurde er zurück zu den Philadelphia Flyers transferiert. Bekannt dafür als Enforcer eingesetzt zu werden, kam es während der Saison 2006/07 zu zwei Zwischenfällen während Schlägereien. Zu Beginn der Saison zog er sich mehrere Gesichtsverletzungen in einem Faustkampf gegen Derek Boogaard zu, die durch das Einsetzen einer Titanplatte behoben wurden. Später in der Saison blieb er nach einer Schlägerei mit Colton Orr von den New York Rangers bewusstlos auf dem Eis liegen und musste mit einer Bahre vom Eis gebracht werden.
Im Sommer 2007 unterschrieb er einen Vertrag bei den Dallas Stars. Bis zum Saisonende 2009/10 war Fedoruk bei diversen Teams durchgehend in der National Hockey League aktiv, ehe ihn die Tampa Bay Lightning Ende Juni 2010 aus seinem noch ein Jahr laufenden Kontrakt ausbezahlten. Die komplette folgende Spielzeit war der Kanadier vereinslos. Erst im August 2011 verpflichteten ihn die Vancouver Canucks für ein Try-Out. Nach Beendigung des Engagements bei den Canucks erhielt der Flügelstürmer allerdings keinen Vertrag angeboten und entschied kurze Zeit später seine aktive Laufbahn zu beenden. Im November 2011 verpflichteten ihn die Trenton Titans aus der ECHL in der Funktion als Assistenztrainer.

## Erfolge und Auszeichnungen
- 2005 Calder-Cup-Gewinn mit den Philadelphia Phantoms

## Karrierestatistik
(Legende zur Spielerstatistik: Sp oder GP = absolvierte Spiele; T oder G = erzielte Tore; V oder A = erzielte Assists; Pkt oder Pts = erzielte Scorerpunkte; SM oder PIM = erhaltene Strafminuten; +/− = Plus/Minus-Bilanz; PP = erzielte Überzahltore; SH = erzielte Unterzahltore; GW = erzielte Siegtore; 1 Play-downs/Relegation; Kursiv: Statistik nicht vollständig)